# HMAS Sydney (1912)
HMAS Sydney byl lehký křižník britského královského námořnictva. Byl čtvrtou postavenou jednotkou třídy Chatham a první válečnou lodí svého jména. Ve službě byl v letech 1913–1928. Křižník se účastnil první světové války. Za války se mu podařilo potopit německý lehký křižník SMS Emden. Po vyřazení byl sešrotován.

## Stavba

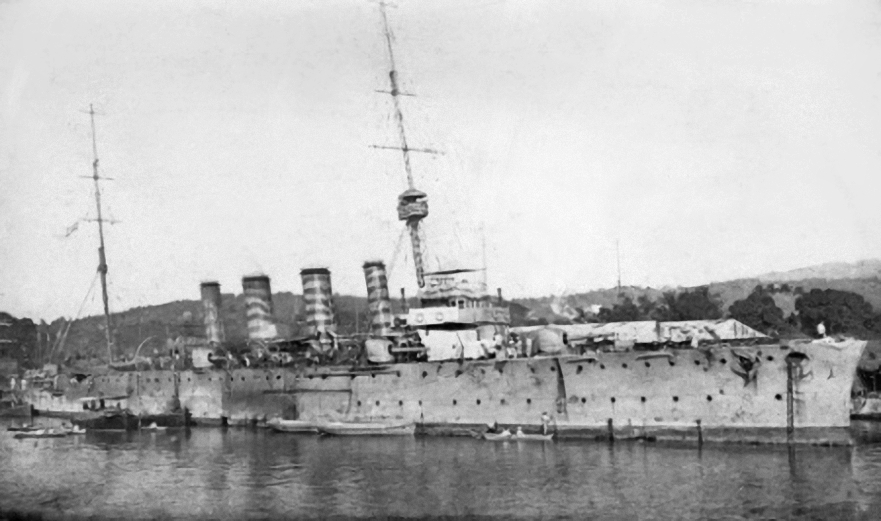
HMAS Sydney

V roce 1910 Austrálie objednala stavbu tří lehkých křižníků třídy Chatham. Křižník Sydney postavila britská loděnice London and Glasgow Shipbuilding Co. v Govanu v Glasgow. Kýl byl založen 11. února 1911, trup byl na vodu spuštěn 29. srpna 1912 a hotové plavidlo bylo do služby přijato 26. června 1913 na základně v Portsmouthu.

## Konstrukce
Hlavní výzbroj představovalo osm 152mm kanónů, jeden 76mm kanón, čtyři 47mm kanóny a dva 533mm torpédomety. Pohonný systém tvořilo 12 kotlů Yarrow a čtyři parní turbíny Parsons o výkonu 25 000 hp, pohánějící čtyři lodní šrouby. Nejvyšší rychlost dosahovala 25,5 uzlu. Dosah byl 4500 námořních mil při rychlosti 16 uzlů.

## Služba

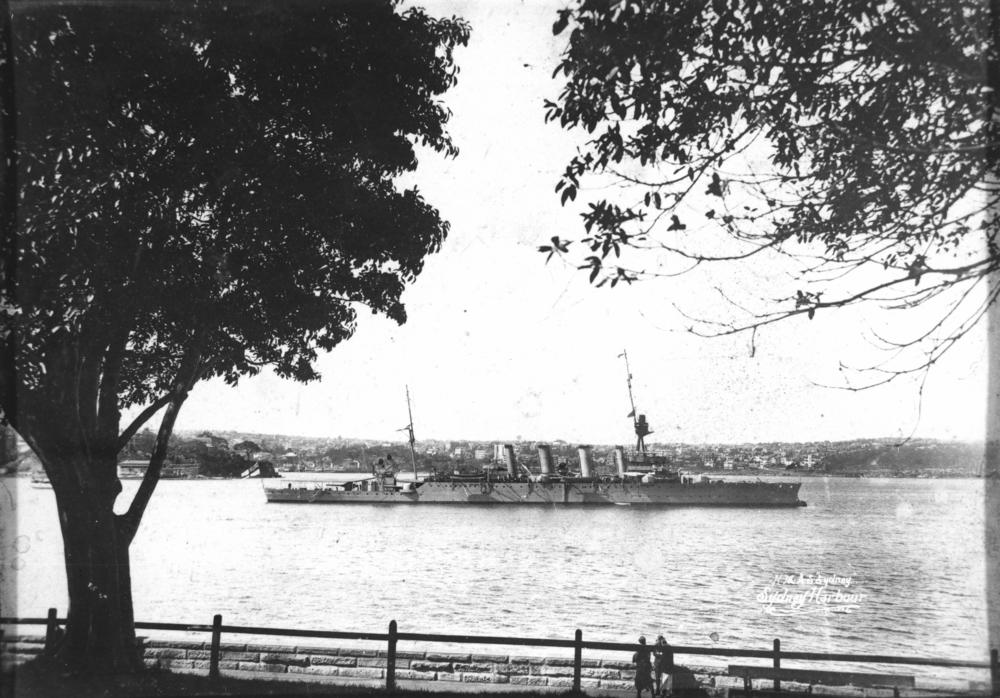
HMAS Sydney

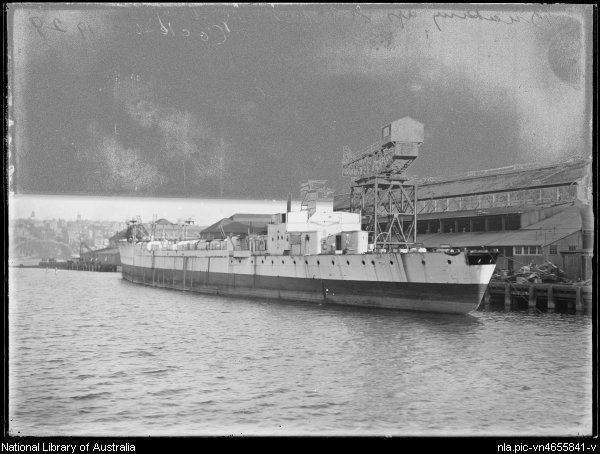
HMAS Sydney během sešrotování

Po vstupu do služby se křižník přesunul do Austrálie. Na základnu v Sydney připlul 4. října 1913. Většinu předválečné služby se pohyboval v Australských vodách. V březnu 1914 na trase ze Singapuru doprovodil nové australské ponorky HMAS AE1 a HMAS AE2.
Po vypuknutí první světové války se křižník zapojil do obsazování německých kolonií v Pacifiku. Účastnil se obsazení Rabaulu a likvidace německé vysílací stanice na ostrově Angaur. V listopadu 1914 byl křižník Sydney součástí eskorty konvoje převážejícího vojska ANZAC do Egypta. Dne 9. listopadu 1914 se konvoj přiblížil ke Kokosovým ostrovům v Indickém oceánu. Na ostrově byla vysílací stanice, kterou se zrovna pokusil napadnout německý lehký křižník Emden. Křižník Sydney připlul na pomoc a v bitvě u Kokosových ostrovů Emden potopil.
Po bitvě křižník pokračoval přes Kolombo a Maltu na Bermudy, odkud dalších 18 měsíců prováděl různé patroly na východním pobřeží Ameriky. Poté křižník odplul do Velké Británie, kde v září a říjnu 1916 prošel opravami v loděnici v Greenocku. Poté až do konce války operoval v Severním moři.
Dne 4. května 1917 Sydney svedl souboj s německou vzducholodí L43. Od srpna 1917 křižník prošel tříměsíční opravou v Chathamu. Mimo jiné dostal nový trojnožkový stožár a jako vůbec první válečná loď byl vybaven plošinou pro vzlet letounů. Dne 8. prosince 1917 z této plošiny odstartoval stíhací letoun Sopwith Pup. Byl to první vzlet letounu z paluby australské válečné lodě. Křižník později nesl výkonnější stíhací letoun Sopwith Camel. Dne 27. listopadu 1918 byl křižník svědkem připlutí poraženého německého Širokomořského loďstva do internace na britské základně ve Scapa Flow. Následně se Sydney po téměř čtyřech letech vrátil do Austrálie a dne 18. července 1919 připlul do Sydney.
Následovala poklidná mírová služba, přičemž od dubna 1923 do listopadu 1924 byl Sydney v rezervě. Po reaktivaci byl vlajkovou lodí australského námořnictva. Ze služby byl vyřazen 8. května 1928. V následujícím roce byl sešrotován v loděnici Cockatoo Island. Některé artefakty z křižníku byly zachovány. Například trojnožkový stožár a část přídě byly umístěny v Sydney. Lodní zvon byl později přenesen na lehký křižník HMAS Sydney (D48), potopený za druhé světové války.

## Výskyt v kultuře

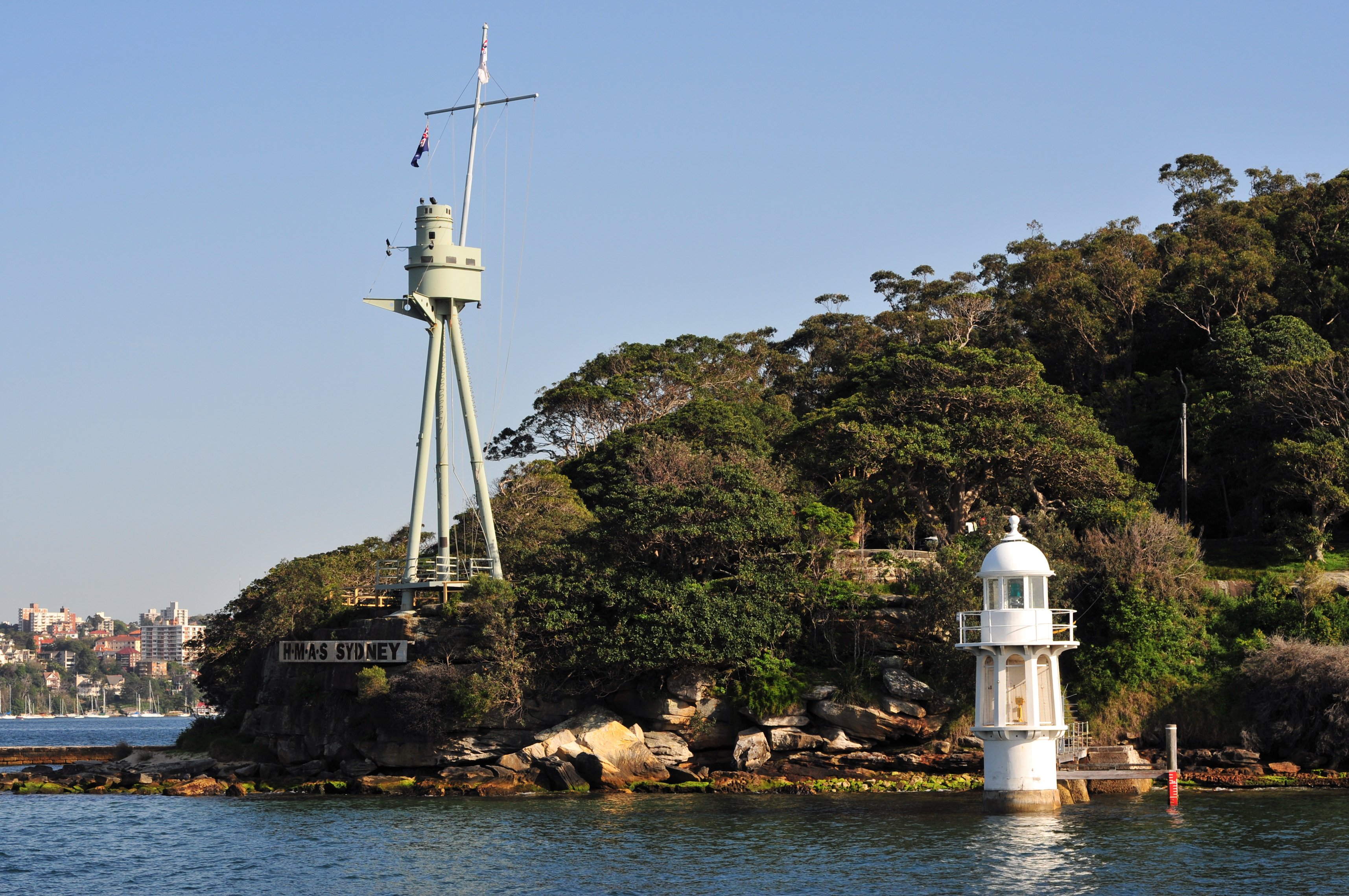
Stožár Sydney s majákem Bradleys Head Light

Křižník Sydney vystupoval v roce 1928 natočeném němém filmu The Exploits of the Emden (režie Ken G. Hall).